# Pasquale Pistorio
Pasquale Pistorio (Agira, 6 gennaio 1936) è un dirigente d'azienda italiano, già presidente di STMicroelectronics e membro del direttivo di Confindustria. Dal 17 aprile 2007 al 3 dicembre 2007 presidente di Telecom Italia.

## Biografia
Laureatosi in ingegneria elettrotecnica al Politecnico di Torino nel 1963, iniziò la sua attività professionale alla Motorola dove divenne nel 1967 direttore marketing per l'Europa. Ricoprì incarichi sempre crescenti (direttore marketing mondiale, vice presidente della Motorola Corporation, direttore generale dell'International Semiconductor Division, responsabile progettazione, produzione e marketing per aree extra Usa).
Nel 1980 rientrò in Italia per assumere la guida del Gruppo SGS, società di microelettronica che Pistorio portò all'integrazione con l'azienda francese di semiconduttori Thomson, dando così origine alla SGS-Thomson Microelectronics (più nota come STMicroelectronics), azienda che sotto la sua presidenza (iniziata nel 1987) scalò la classifica mondiale delle principali società di semiconduttori. Nel 2005 Pistorio lasciò la guida della società e ne venne nominato presidente onorario.
Nell'aprile 2005 fondò la Pistorio Foundation, un'organizzazione senza scopo di lucro con sede a Ginevra, Svizzera, avente lo scopo di fornire assistenza nel campo della salute, della nutrizione e dell'educazione, sia attraverso l'aiuto diretto che attraverso donazioni, sostegno finanziario, carità umanitaria fornendo assistenza ai bambini, in particolare nelle regioni meno avvantaggiate sulla terra colpite da guerre, da disastri naturali o da gravi eventi.
Nel 2007 fu nominato presidente di Telecom Italia in un momento assai delicato; fu in carica tra aprile e novembre dello stesso anno.
Ricoprì il ruolo di vicepresidente di Confindustria con delega all'innovazione e la ricerca tra il 2005 e il 2008. 
Fu consigliere indipendente nel cda della Fiat e nel cda di Chartered Semiconductor Manufacturing. 
Tra le sue partecipazioni:
- Conseil Stratégique pour l'attractivité du pays auprès du Premier Ministre français
- Internal Advisory Council del governo di Singapore
- International Business Council del World Economic Forum
- World Business Council per lo Sviluppo Sostenibile
- Conseil Stratégique des Technologies de l'Information francese
- European Round Table of Industrialists (ERT).

Nel corso della sua vita ha ricevuto numerosi riconoscimenti tra cui lauree honoris causa dalle Università di Genova, Malta, Pavia, Catania, Palermo, Milano Bicocca e del Sannio.

## Premi e riconoscimenti
Il 9 ottobre 1998 ha ricevuto una laurea honoris causa in Ingegneria Elettronica dall'Università degli Studi di Pavia.
Gli è stato inoltre assegnato il Premio Euno, dal Kiwanis Club di Enna, nella sua quattordicesima edizione nel 1999.
Nel 2011 è stato insignito della Robert N. Noyce Medal dall'IEEE.